# Merindad de Cuesta-Urria
Merindad de Cuesta-Urria là một đô thị trong tỉnh Burgos, Castile và León, Tây Ban Nha. Theo điều tra dân số 2004 (INE), đô thị này có dân số là 500 người.